# Mutterturm

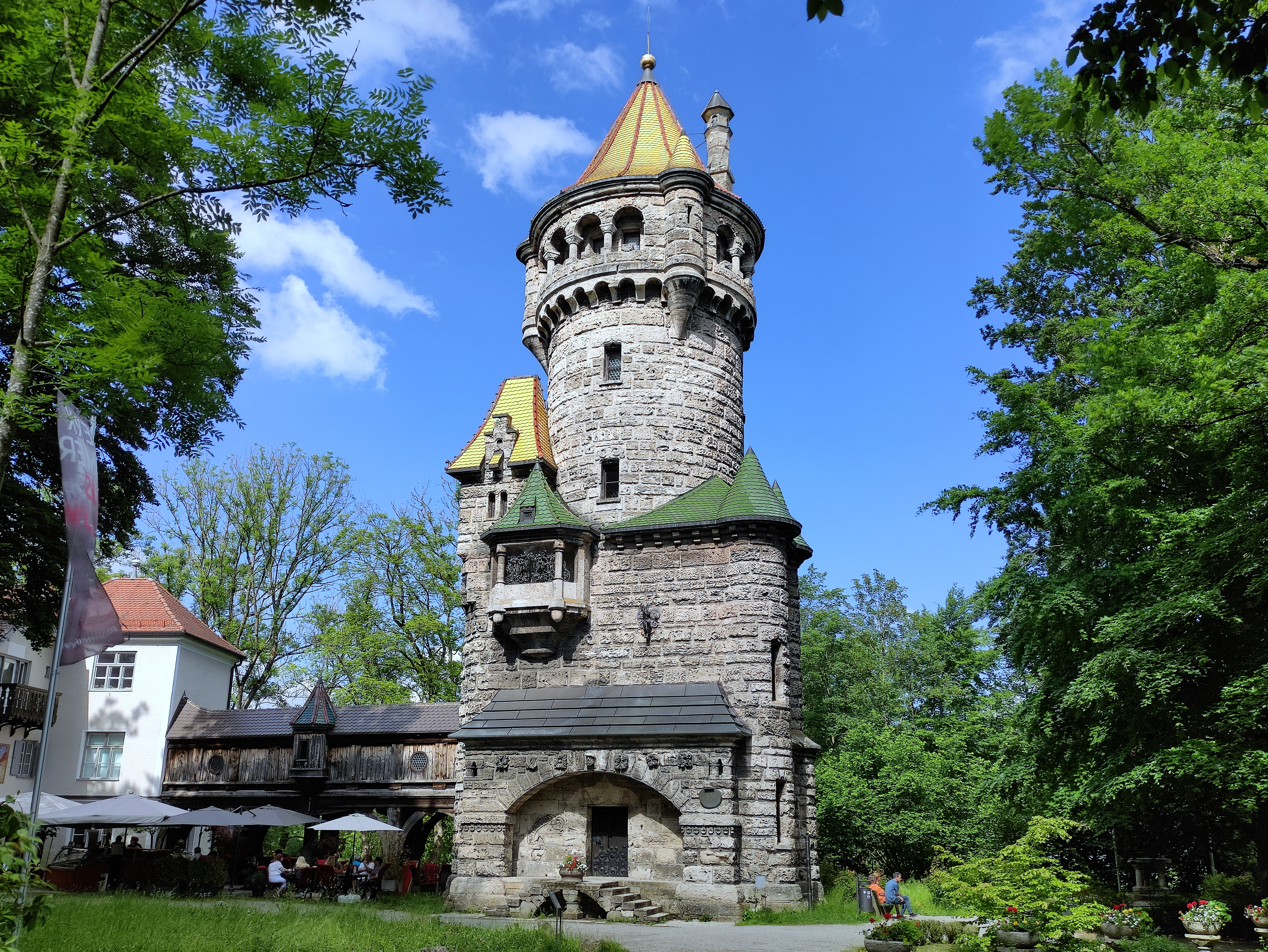
Mutterturm

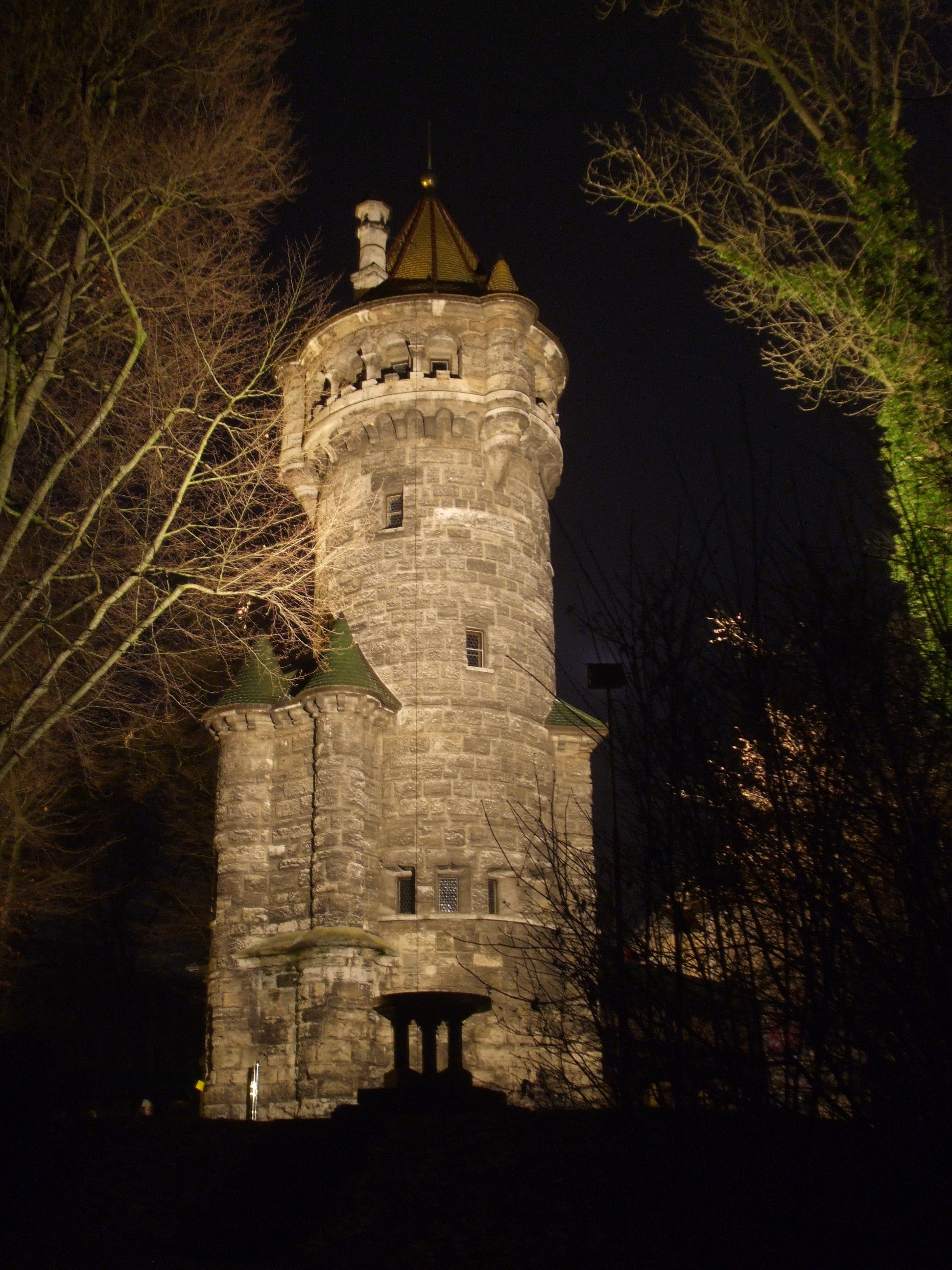
Mutterturm bei Nacht

Der Mutterturm befindet sich in Landsberg am Lech in Bayern (Deutschland) in einem kleinen Park am Westufer des Flusses Lech.
Er wurde von dem Maler, Bildhauer, Musiker, Schriftsteller und Wegbereiter des Automobilsports in Deutschland, Sir Hubert von Herkomer (1849–1914) zu Ehren seiner Mutter erbaut, nachdem die Eltern 1877 auf Wunsch der Mutter aus England nach Landsberg (in die Nähe ihrer Heimatorte Waal und Denklingen) zurückgezogen waren und die Mutter bereits zu Weihnachten 1879 verstorben war.
Beim nächsten Besuch im Jahr 1880 erwarb Herkomer das Grundstück neben dem Wohnhaus der Eltern und begann, nach eigenem Entwurf einen 30 Meter hohen Turm errichten zu lassen, was sich aus Kostengründen bis etwa 1887 hinzog. Neben einem Ehrenraum für die Mutter und später auch den Vater war in dem Turm auch Platz für ein Atelier.
Der Turm ist ein asymmetrischer, in fünf Geschosse gegliederter Tuffquaderbau. Vermutet wird ein stilistischer Einfluss des damals in den USA sehr renommierten Architekten Henry Hobson Richardson, den Herkomer jedoch erst Ende 1885 persönlich getroffen haben kann.
Am 2. September 1888 heiratete Herkomer im Mutterturm seine dritte Frau, seine Schwägerin Margaret Griffiths, wofür er die deutsche Staatsbürgerschaft annehmen musste und in Landsberg eingebürgert wurde.
Eindeutig von H. H. Richardson stammt jedoch der Entwurf (nach dem Grundriss Herkomers) für die Villa Lululaund, die in Herkomers englischer Heimatstadt Bushey ab etwa 1886 erbaut wurde. Dort hatte Hubert von Herkomer, der 1851 mit seinen Eltern aus Deutschland ausgewandert war, seit 1873 gelebt und 1883 eine Schule für Malerei gegründet.
Im Jahr 1939, zur Zeit heftiger antideutscher Ressentiments bei Beginn des Zweiten Weltkriegs, wurde diese Villa, von den Ortsansässigen häufig „Bavarian castle“ [Bayerische Burg], genannt, großteils abgetragen – offiziell wegen exorbitanter Erhaltungskosten. Es verblieben nur das Portal und ein Teil des Eingangsbereichs, heute Teil der British Legion Hall.
Seit 1990 beherbergt das ursprüngliche Wohngebäude, das mit dem Mutterturm über eine geschlossene und überdachte Holzbrücke verbunden ist, das Herkomer-Museum mit etwa 100 Exponaten, darunter Gemälde, Skulpturen und Grafiken aus den Beständen der städtischen Herkomer-Stiftung, des Weiteren ist ein Standesamt untergebracht.